# The Hague Open 2011
Il The Hague Open 2011 è stato un torneo professionistico di tennis maschile giocato sulla terra rossa. È stata la 19ª edizione del torneo, che fa parte dell'ATP Challenger Tour nell'ambito dell'ATP Challenger Tour 2011. Si è giocato a Scheveningen nei Paesi Bassi dal 4 al 10 luglio 2011.

## Partecipanti

### Teste di serie
| Nazionalità | Giocatore          | Ranking* | Testa di serie |
| ----------- | ------------------ | -------- | -------------- |
| Turchia     | Marsel İlhan       | 105      | 1              |
| Belgio      | Steve Darcis       | 106      | 2              |
| Francia     | Éric Prodon        | 107      | 3              |
| Francia     | Marc Gicquel       | 119      | 4              |
| Francia     | Stéphane Robert    | 120      | 5              |
| Russia      | Tejmuraz Gabašvili | 129      | 6              |
| Rep. Ceca   | Ivo Minář          | 132      | 7              |
| Germania    | Julian Reister     | 135      | 8              |

- Ranking al 20 giugno 2011.

### Altri partecipanti
Giocatori che hanno ricevuto una wild card:
- Stephan Fransen
- Ivo Minář
- Antal van der Duim
- Nick van der Meer

Giocatori che sono passati dalle qualificazioni:
- Colin Ebelthite
- Pierre-Hugues Herbert
- Juho Paukku
- Mathieu Rodrigues

## Campioni

### Singolare
Steve Darcis ha battuto in finale  Marsel İlhan con il punteggio di 6–3, 4–6, 6–2

### Doppio
Colin Ebelthite /  Adam Feeney hanno battuto in finale  Rameez Junaid /  Sadik Kadir, 6–4, 6(5)–7, [10–7]